# Москаленки (Богодухівський район)
Москаленки́ — село у Богодухівській міській громаді Богодухівського району Харківської області України.

## Географія
Село Москаленки розміщене на правому березі річки Мерла. На річці розташована гребля, яка утворює Забродівське водосховище. Нижче за течією примикає місто Богодухів. Вище за течією — село Шийчине. На протилежному березі село Заозерне.

## Історія
- 12 червня 2020 року, відповідно до розпорядження Кабінету Міністрів України № 725-р «Про визначення адміністративних центрів та затвердження територій територіальних громад Харківської області», село увійшло до Богодухівської міської громади[1].
- 19 липня 2020 року, в результаті адміністративно-територіальної реформи та ліквідації Богодухівського району (1923—2020), село увійшло до складу новоутвореного Богодухівського району Харківської області[2].
- 22 червня 2023 року рішенням №230 Національної комісії зі стандартів державної мови віднесено до списку населених пунктів, які «можуть не відповідати лексичним нормам української мови», зокрема стосуватися «російської імперської чи колоніальної політики». Громаді рекомендовано обґрунтувати доцільність збереження поточної назви або запропонувати нову назву в установленому законодавством порядку[3].